# Virtual Terminal
Virtual Terminal (VT) ist die Bezeichnung eines OSI-Protokolls und -Dienstes. Dabei handelt es sich um eine allgemeine Geräteschnittstelle, die die Darstellung von Datenstrukturen auf verschiedenen Geräteklassen ermöglicht. Es erlaubt einer Computeranwendung, unterschiedlichste Terminals, Tastaturen und Drucker anzusteuern. Beinhaltet ist die Steuerung von Cursor, Farben, Zeichensätzen, Zugriffsrechten etc. Es wurde so definiert, dass eine große Zahl von klassischen zeichenorientierten Terminals abgebildet werden kann. Leitgedanke war, dass ein Hostrechner in einem heterogenen Computernetzwerk nicht die Steuerung jedweden Terminaltyps kennen muss, sondern nur die Steuerung eines „virtuellen Terminals“. Die lokale Implementierung im jeweiligen Terminaltyp sollte die Elemente des OSI-Protokolls nutzen, um sie zur Steuerung seiner Hardware zu nutzen. Das einfachste Terminalprotokoll, das mit diesem OSI-Protokoll nachgebildet werden konnte, war das Telnet-Protokoll.
Das Virtual-Terminal-Protokoll hat sich am Markt nicht durchsetzen können, obwohl es etliche Implementierungen gibt, vorzugsweise für Unix-Derivate. In Terminals wurden sie nur selten implementiert. Grund dafür ist, dass proprietäre Protokolle zum Anschluss von Terminals an Hosts dem Hersteller des Hosts auch den Umsatz mit den Terminals sichern.

## Normen und Standards
- ISO/IEC 9040:1997 Information technology -- Open Systems Interconnection -- Virtual Terminal Basic Class Service
- ISO/IEC 9041-1:1997 Information technology -- Open Systems Interconnection -- Virtual Terminal Basic Class Protocol -- Part 1: Specification